# Parchi nazionali della Grecia

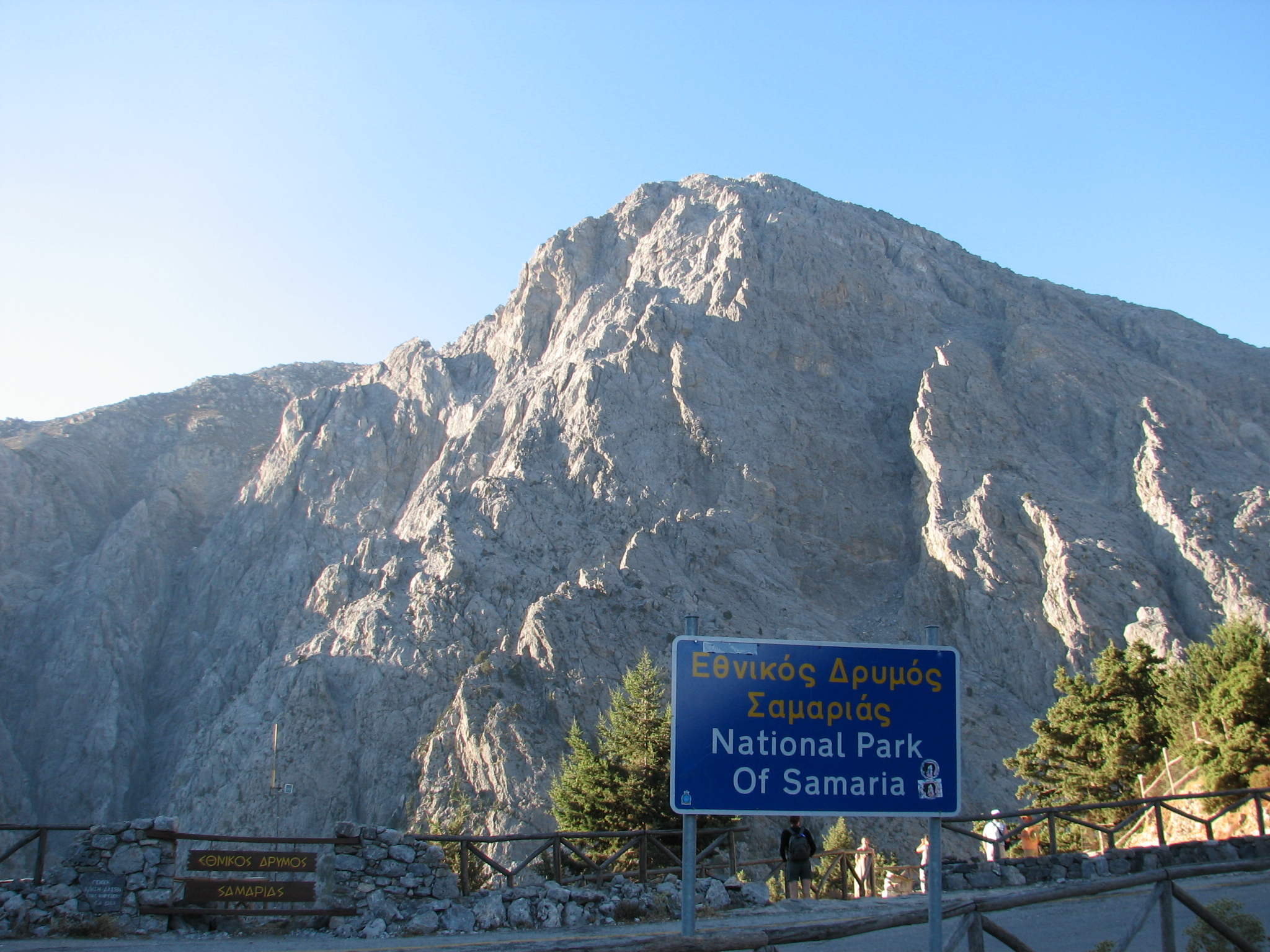
Ingresso al parco nazionale di Samarià

I parchi nazionali della Grecia sono venticinque, di cui due parchi nazionali marini.
Nella lingua greca il termine εθνικός δρυμός (traslitterato ethnikòs drumòs, letteralmente: foresta nazionale) viene storicamente utilizzato dalla legislazione greca per indicare quell'area protetta che a livello internazionale è conosciuta come "Parco Nazionale" (che rientra cioè nella categoria IUCN-II della classificazione internazionale delle aree protette), perché la maggior parte di tali aree sono appunto ricoperte da foreste. Il termine εθνικό πάρκο (traslitterato ethinikò pàrco, anch'esso traducibile in "parco/giardino nazionale") indica invece altre aree naturali protette istituite più recentemente. Tuttavia, le due aree marine protette greche IUCN-II sono denominate εθνικό Θαλάσσιο πάρκο (ethinikò thalàssio pàrco, trad. parco marino nazionale).

## Storia
La diversità biologica e climatica che caratterizza la Grecia, unitamente alla ricca flora e fauna che vivono in essa, ha generato la necessità di creare parchi nazionali fin dal 1937, quando il governo di Ioannis Metaxas  emanò per primo una legge che delineava la normativa dei parchi nazionali in Grecia. Nel 1938 venne ufficialmente istituito il primo parco nazionale greco, il parco nazionale del Monte Olimpo, seguito dall'immediata creazione del Parco nazionale del Parnaso.
Da allora il numero dei parchi nazionali della Grecia è aumentato fino al numero attuale di dodici.

## Paesaggio
La Grecia è caratterizzata da un paesaggio estremamente frammentato e aspro, che ospita una grande varietà di ecosistemi e un'eccezionale biodiversità. Quasi il 5% del suo ampio litorale è costituito da ecologicamente sensibili zone umide. Due terzi della popolazione totale vive non oltre 2 km dalla costa e la maggior parte delle importanti centri urbani sono costiera, mentre quasi tutte le infrastrutture turistiche è diviso tra isole e la terraferma costiera.

## Clima
Il clima della Grecia si divide in tre tipologie: il clima mediterraneo offre inverni miti e umidi ed estati calde e secche. Le temperature raramente raggiungono estremi, anche se le nevicate si verificano di tanto in tanto anche ad Atene, nelle Cyclades o a Crete durante l'inverno. Il clima alpino si trova principalmente in Grecia occidentale (Epiro, Grecia centrale, Tessaglia, Macedonia occidentale, così come le parti centrali del Peloponneso come Acaia, Arcadia e parti della Laconia). Il clima temperato si trova nella Macedonia centrale e orientale, in Tracia in luoghi come Komotini, Xanthi e l'Evros settentrionale, con inverni freddi ed umidi ed estati calde e secche.

## Caratteristiche
Ogni parco nazionale è costituito da un nucleo e un'area circostante. Secondo la legge greca il nucleo non può essere inferiore a 1.500 ettari, con l'eccezione dei parchi nazionali marini. L'area circostante deve essere maggiore o almeno uguale alla dimensione del nucleo.
Nel nucleo del parco nazionale sono consentite solo ricerche scientifiche, piccole attività ricreative e l'acquisizione di informazioni ambientali. La creazione di serragli e allevamenti ittici, la costruzione di strade, immobili, infrastrutture per campeggio ed escursionismo, taglio della legna e pascolo sono consentiti nell'area circostante del parco nazionale.

## Lista dei Parchi nazionali
| Nome                                                                     | Tipologia       | Anno di istituzione | Superficie (ha) | Localizzazione                                                  | Immagine |
| ------------------------------------------------------------------------ | --------------- | ------------------- | --------------- | --------------------------------------------------------------- | -------- |
| Parco nazionale del monte Enos                                           | Parco forestale | 1962                | 2862            | Mappa di localizzazione: Grecia · Parchi nazionali della Grecia |          |
| Parco nazionale marino di Alonneso                                       | Parco marino    | 1992                | 208713          | Mappa di localizzazione: Grecia · Parchi nazionali della Grecia |          |
| Parco nazionale del Monte Eta                                            | Parco forestale | 1966                | 7210            | Mappa di localizzazione: Grecia · Parchi nazionali della Grecia |          |
| Parco nazionale del Monte Olimpo                                         | Parco forestale | 1938                | 3988            | Mappa di localizzazione: Grecia · Parchi nazionali della Grecia |          |
| Parco nazionale del Parnaso                                              | Parco forestale | 1938                | 3513            | Mappa di localizzazione: Grecia · Parchi nazionali della Grecia |          |
| Parco nazionale del Parnete                                              | Parco forestale | 1961                | 3812            | Mappa di localizzazione: Grecia · Parchi nazionali della Grecia |          |
| Parco nazionale del Pindo                                                | Parco forestale | 1966                | 6927            | Mappa di localizzazione: Grecia · Parchi nazionali della Grecia |          |
| Parco nazionale del lago Prespa                                          | Parco forestale | 1974                | 19470           | Mappa di localizzazione: Grecia · Parchi nazionali della Grecia |          |
| Parco nazionale delle Gole di Samariá                                    | Parco forestale | 1962                | 4850            | Mappa di localizzazione: Grecia · Parchi nazionali della Grecia |          |
| Parco nazionale di Capo Sunio                                            | Parco forestale | 1974                | 3500            | Mappa di localizzazione: Grecia · Parchi nazionali della Grecia |          |
| Parco nazionale delle gole di Vikos-Aoös                                 | Parco forestale | 1973                | 12600           | Mappa di localizzazione: Grecia · Parchi nazionali della Grecia |          |
| Parco nazionale marino di Zante                                          | Parco marino    | 1999                | 13500           | Mappa di localizzazione: Grecia · Parchi nazionali della Grecia |          |
| Parco nazionale delle zone umide di Amvrakikos                           | Parco nazionale | 2008                | 287             | Mappa di localizzazione: Grecia · Parchi nazionali della Grecia |          |
| Parco nazionale della foresta di Dadia-Lefkimi-Soufli                    | Parco nazionale | 1999                | 42800           | Mappa di localizzazione: Grecia · Parchi nazionali della Grecia |          |
| Parco nazionale del delta dell'Evros                                     | Parco nazionale |                     | 200000          | Mappa di localizzazione: Grecia · Parchi nazionali della Grecia |          |
| Parco nazionale delle zone umide di Kotychi e Strofylia                  | Parco nazionale | 2008                | 143000          | Mappa di localizzazione: Grecia · Parchi nazionali della Grecia |          |
| Parco nazionale del lago di Kerkini                                      | Parco nazionale | 2006                | 83100           | Mappa di localizzazione: Grecia · Parchi nazionali della Grecia |          |
| Parco nazionale della Macedonia orientale e Tracia                       | Parco nazionale | 2008                | 930000          | Mappa di localizzazione: Grecia · Parchi nazionali della Grecia |          |
| Parco nazionale di Schinias Maratona                                     | Parco nazionale | 2000                | 1384            | Mappa di localizzazione: Grecia · Parchi nazionali della Grecia |          |
| Parco nazionale dei laghi Koronia, Volvi e delle gole del Tempe macedone | Parco nazionale | 2004                | 26227           | Mappa di localizzazione: Grecia · Parchi nazionali della Grecia |          |
| Parco nazionale del Pindo settentrionale                                 | Parco nazionale | 2005                | 200000          | Mappa di localizzazione: Grecia · Parchi nazionali della Grecia |          |
| Parco nazionale della laguna di Messolongi                               | Parco nazionale | 2006                |                 | Mappa di localizzazione: Grecia · Parchi nazionali della Grecia |          |
| Parco nazionale di Tzoumerka, Peristeri e gole dell'Arachthos            | Parco nazionale | 2009                |                 | Mappa di localizzazione: Grecia · Parchi nazionali della Grecia |          |
| Parco Nazionale Helmos-Vouraikos                                         | Parco nazionale | 2009                |                 | Mappa di localizzazione: Grecia · Parchi nazionali della Grecia |          |
| Parco nazionale dei Monti Rodopi                                         | Parco nazionale | 2009                | 173150          | Mappa di localizzazione: Grecia · Parchi nazionali della Grecia |          |
| Parco nazionale del delta dell'Axios, Loudia e Aliakmonas                | Parco nazionale | 2009                |                 | Mappa di localizzazione: Grecia · Parchi nazionali della Grecia |          |